# William L. Dawson (Politiker)

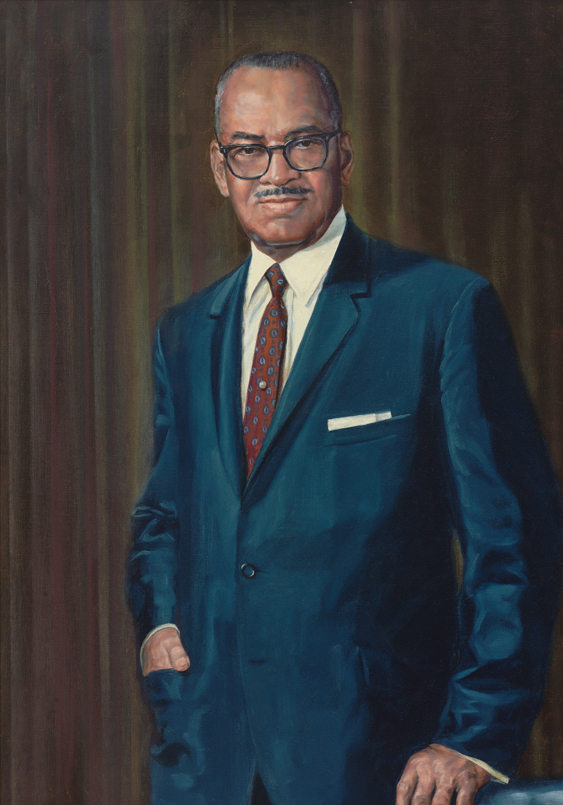
William L. Dawson

William Levi Dawson (* 26. April 1886 in Albany, Georgia; † 9. November 1970 in Chicago, Illinois) war ein US-amerikanischer Politiker der Demokratischen Partei, der mehr als 27 Jahre den Bundesstaat Illinois im US-Repräsentantenhaus vertrat und damit zu den afroamerikanischen Abgeordneten mit der längsten Zugehörigkeit zum Kongress gehört.

## Leben

### Studium und Rechtsanwalt
Dawson wurde in Georgia geboren, wo Rassentrennung (segregation) gesetzlich vorgeschrieben war. Nach dem Besuch der Albany Normal School 1905 studierte er an der Fisk University, die er 1909 abschloss. Danach absolvierte er ein postgraduales Studium der Rechtswissenschaften an der Law School der Northwestern University sowie am Kent College of Law. Nach dem Eintritt der USA in den Ersten Weltkrieg leistete er zwischen 1917 und 1919 seinen Militärdienst beim 365. Infanterieregiment und wurde zuletzt zum Oberleutnant befördert. Nach seiner anwaltlichen Zulassung nahm er 1920 eine Tätigkeit als Rechtsanwalt in Chicago auf.
Zu Beginn der 1930er Jahre begann er seine politische Laufbahn in der Demokratischen Partei und war zunächst von 1930 bis 1932 Mitglied des Zentralkomitees der Demokraten in Illinois sowie von 1933 bis 1939 Mitglied des Stadtrates von Chicago, in dem er den 2. Ward vertrat. Danach war er von 1939 bis zu seinem Tod Mitglied des Democratic National Committee.

### Kongressabgeordneter
Bei den US-Kongresswahlen 1942 wurde Dawson erstmals in das US-Repräsentantenhaus gewählt und vertrat in diesem nach 13 darauf folgenden Wiederwahlen vom 3. Januar 1943 bis zu seinem Tod am 9. November 1970 den ersten Kongresswahlbezirk von Illinois als Nachfolger von Arthur W. Mitchell. Er gehört damit zu den afroamerikanischen Kongressabgeordneten mit der längsten Zugehörigkeit zum US-Repräsentantenhaus.
Während dieser Zeit war er von März 1949 bis März 1952 Vorsitzender des Ausschusses für Aufgaben der Verwaltungsbehörden (House Committee on Expenditures in Executive Departments) sowie von März 1955 bis zu seinem Tod Vorsitzender des Ausschusses für Regierungsaufgaben (House Committee on Government Operations).
In den 1950er Jahren galt er neben T. R. M. Howard auch als einer der führenden Sprecher der Regional Council of Negro Leadership (RCNL), einer Bürgerrechtsorganisation und Interessenvertretung für afroamerikanische US-Bürger. Wegen seines Einsatzes und seiner Verdienste bei der US-Präsidentschaftswahl 1960 bot ihm John F. Kennedy nach dessen Wahl zum US-Präsident im Januar 1961 das Amt des US Postmaster General und damit einen Posten im Kabinett an. Dieses Angebot wurde von ihm aber ausgeschlagen, da er lieber weiterhin seinen Einfluss im US-Repräsentantenhaus geltend machen wollte. Er wurde allerdings neben Marjorie Lawson Vorsitzender eines Rates für Bürgerrechte, der von Kennedy aufgrund eines Ratschlages von Harris Wofford eingerichtet wurde.
Nach seinem Tod wurde er als Kongressabgeordneter von Ralph Metcalfe abgelöst und nach seiner Einäscherung im Kolumbarium des Griffin Funeral Home in Chicago beigesetzt.

## Hintergrundliteratur
- Black Americans in Congress, 1870–2007, United States Government Printing Office, Washington, D.C. 2008
- Christopher Manning: William L. Dawson and the Limits of Black Electoral Leadership, Northern Illinois University Press, 2009